# Isztina
Isztina románul: Ștenea, falu Romániában, Erdélyben, Szeben megyében. Közigazgatásilag Nagyselyk községhez tartozik.

## Fekvése
Vizaknától északkeletre fekvő település.

## Története
Isztina nevét 1392-ben említette először oklevél p. Stine, Stina néven.
További névváltozatai: 1394-ben Sthyno, v. Sthyno (Ub III. 38, 103), 1733-ban Stenya, 1750-ben Stene, 1805-ben Isztine, 1808-ban és 1851-ben Isztina, Sztinye, 1888-ban Isztina, (Stein, Esztena, Stena), ekkor Nagy-Küküllő vármegye Bolya-berethalmi járásához tartozott, 1913-ban Isztina.
1910-ben 623 lakosából 3 magyar, 544 román, 76 cigány volt. Ebből 523 görögkatolikus, 96 görögkeleti ortodox volt.
A trianoni békeszerződés előtt Nagy-Küküllő vármegye Medgyesi járásához tartozott.

## Nevezetességek
- Görögkatolikus temploma – 1889-ben épült.